# Ángel Sastre (político)
Ángel Bernardo Sastre (San Fernando, 5 de enero de 1849-Buenos Aires, 24 de agosto de 1934) fue un abogado, hacendado y político argentino. Se desempeñó como diputado nacional por la provincia de Santa Fe entre 1902 y 1906, y como presidente de la Cámara de Diputados de la Nación Argentina entre 1905 y 1906.

## Biografía
Nació en San Fernando (provincia de Buenos Aires) en 1849, hijo del escritor y educador Marcos Sastre y de María Aramburu.
Se dedicó a los negocios agropecuarios, fundando colonias agrícolas en las provincias de Buenos Aires, Santa Fe y Córdoba. Fue también financista y presidente del Banco Nacional (predecesor del Banco de la Nación Argentina) durante la primera presidencia de Julio Argentino Roca.
En 1902, fue elegido diputado nacional por la provincia de Santa Fe, completando su mandato en 1906. En 1905 fue elegido presidente de la Cámara de Diputados de la Nación, siendo acompañado por Alejandro Carbó como vicepresidente primero y por Manuel Argañarás como vicepresidente segundo. En diciembre de 1905 presidió la última sesión realizada en el recinto del Antiguo Congreso Nacional.
Falleció en Buenos Aires en agosto de 1934. Un pasaje de dicha ciudad llevó su nombre.